# Qigang Chen
Qigang Chen (* 28. August 1951 in Shanghai) ist ein französischer Komponist chinesischer Herkunft.

## Leben
Chen besuchte bei Ausbruch der Kulturrevolution das Konservatorium von Peking und das angeschlossene Gymnasium. Sein Vater, ein Kalligraph und Maler und Leiter der Pekinger Akademie für Kunst und Kunstgewerbe, kam unter dem Vorwurf, ein Konterrevolutionär zu sein, in ein Arbeitslager, Chen selbst für drei Jahre in eine Umerziehungsanstalt. Erst 1977 konnte er seine Ausbildung am China Conservatory bei Luo Zhonghong fortsetzen. Nach fünf Jahren belegte er beim Nationalen Kompositionswettbewerb den ersten Platz und erhielt die Erlaubnis, zu einem Aufbaustudium nach Frankreich zu gehen.
1984 kam er nach Frankreich, wo er durch ein staatliches Stipendium gefördert wurde und bis 1988 der letzte Schüler von Olivier Messiaen war. Daneben erhielt er auch Unterricht von Ivo Malec, Claude Ballif, Betsy Jolas und Jacques Castérède. Er besuchte Kurse des IRCAM und der Accademia Chigiana in Siena mit Franco Donatoni und setzte seine Studien an der École Normale de Musique in Paris am Institut de Musicologie der Sorbonne fort. 1992 erhielt er die französische Staatsbürgerschaft.
In Werken wie Reflet d’un temps disparu (1998), Iris dévoilée (2001), Wu Xing (Die fünf Elemente, 1999), dem Konzert für Erhu und Orchester Un temps disparu (2002) und dem Trompetenkonzert Joie éternelle (2013) verbindet Chen traditionelle chinesische Volksmusik mit westeuropäischer Orchestersprache. Bekannt wurden seine Musiken zu Filmen Zhang Yimous wie Flowers of War und Coming Home und sein Ballett Die rote Laterne nach Yimous gleichnamigem Film. Seine Auseinandersetzung mit Klängen der Spätromantik verbindet er mit einer Begeisterung für Klangfarben und Aspekte der Stille.

## Werke
- Le souvenir für Flöte und Harfe, 1985
- Yi für Klarinette und Streichquartett, 1986
- Contraste für Flöte solo, 1987
- Danse für Oboe und Klavier, 1987
- Voyage d’un rêve für Flöte, Harfe, Perkussion und Streichtrio, 1987
- Yuan [Origines] für großes Sinfonieorchester, 1988
- Lumières de Guang Ling für Instrumentalensemble, 1989
- Feu d’ombre für Saxophon und Instrumentalensemble, 1990
- Poème lyrique für Bariton und Instrumentalensemble, 1990
- Poème lyrique II für Bariton und Instrumentalensemble, 1991
- Hui Sheng für Orgel, 1992
- Un pétale de lumière, hommage à Olivier Messiaen für Flöten und Orchester, 1992
- Rêve d’un solitaire für Instrumentalensemble oder Orchester und Elektronik, 1992
- Extase für Oboe und Orchester, 1995
- San Xiao für vier traditionelle chinesische Instrumente, 1995
- Concerto pour un instrument de silence für Guqin und elf Musiker, 1996
- Énergie contemplative für drei Flöten, 1996
- Énergie spirale für Oboe und Perkussion, 1996
- Reflet d’un temps disparu für Cello und Orchester, 1996
- Extase II für Oboe und Instrumentalensemble, 1997
- Wu Xing für großes Sinfonieorchester, 1999
- Instants d’un opéra de Pékin für Klavier, 2000, 2004
- Raise the Red Lantern [Épouses et concubines], Ballett für Orchester und klassische chinesische Instrumente, 2000
- Iris dévoilée, suite concertante für drei Frauenstimmen, drei traditionelle chinesische Instrumente und Orchester, 2000
- La nuit profonde für Jinghu, Jingerhu und Orchester, 2000
- Un temps disparu für Erhu und großes Orchester, 2002
- L’éloignement für Streichorchester, 2003, 2004
- Enchantements oubliés für Streichorchester, Perkussion, Klavier, Celesta und Harfe, 2004
- Invisible voices für sechs Stimmen und grpßes Orchester, 2005
- Songe d’une femme française für Klarinette, Sopran und Orchester nach Gedichten von Christine Frémaux, 2005
- You and Me für eine oder zwei Stimmen und Klavier, 2008
- Er Huang für Klavier und Orchester, 2009
- Under the Hawthorn tree, Musik zum Film von Zhang Yimou, 2010
- Mother and childhood für Stimme, 2011